# Adam Fuszara
Adam Stanisław Fuszara (ur. 4 kwietnia 1950 w Lublinie) – polski polityk, poseł na Sejm PRL VII i VIII kadencji.

## Życiorys
Uzyskał wykształcenie średnie zawodowe. Członek ZMW i ZMS, a od 1969 Polskiej Zjednoczonej Partii Robotniczej. W latach 1971–1973 był członkiem plenum Komitetu Powiatowego w Ząbkowicach Śląskich, od 1974 członkiem egzekutywy OOP i KZ w Kamieńcu Ząbkowickim, od 1975 zastępcą członka Komitetu Wojewódzkiego PZPR w Wałbrzychu. Brygadzista, następnie rzemieślnik-specjalista w Lokomotywowni w Kamieńcu Ząbkowickim. Sprawował mandat posła na Sejm PRL VII kadencji. Był reprezentantem okręgu Wałbrzych z ramienia PZPR. Pełnił funkcję sekretarza Sejmu. Zasiadał w Komisji Komunikacji i Łączności oraz w Komisji Pracy i Spraw Socjalnych. W 1980 uzyskał reelekcję. Zasiadał w Komisji Komunikacji i Łączności, Komisji Pracy i Spraw Socjalnych oraz w Komisji Polityki Społecznej, Zdrowia i Kultury Fizycznej. W wyborach parlamentarnych w 1997 bez powodzenia kandydował do Senatu z własnego komitetu. W 2002 odpadł w pierwszej turze wyborów na wójta gminy Ziębice, kandydując z ramienia Bloku Wyborczego 2002.